# 鬧洞房
鬧洞房，又稱鬧房、闹新房、玩新人，是中國結婚的一種習俗。親戚朋友會湧入新房對新人嬉笑逗鬧，招數千奇百怪，常有玩過頭變成性侵甚至喪命的情況。屬於世界各地婚禮常見的床上儀式的一種。

## 简史
先秦時期婚禮淳樸且肅穆，少有嬉樂之事，“嫁女之家，三日不息燭，思相離也；娶歸之家，三日不舉樂，思嗣親也。”。鬧洞房最早見於漢代，仲長統《昌言》：「今嫁娶之會，捶杖以督之戲謔，酒醴以趨之情欲，宣淫佚於廣眾之中，顯陰私於親族之間，汙風詭俗，生淫長奸，莫此之甚，不可不斷者也。」鬧洞房被視為一種陋俗惡習，民间传说是可以禳灾避邪，所谓“人闹鬼不闹”，还有“不闹不发，越闹越发”的讲法。
鬧洞房有到受傷者，晉人葛洪《抱朴子‧疾謬》：「俗間有戲婦之法，於稠眾之中，親戚之前，問以醜言，責以慢對，其為鄙黷不可忍論，或蹙以楚撻，或系腳倒懸，酒客酗炎，不知限齊，至使有傷於流血、躋折支體者，可歎者也……民間行之日久，莫覺其非。」明代楊慎《丹鉛續錄》：「今此俗世尚多有之，娶婦之家，親婿避匿，群男子競作戲調，以弄新婦，謂之謔親。或寒裳而針其膚，或脫履而規其足，以廟見之婦，同於倚門之倡，誠所謂敝俗也。然以《抱朴子》考之，則晉世已然矣，曆千餘年而不以變，可怪哉！」
鬧洞房釀出人命悲劇者，應劭《風俗通義》記載漢代有戲婦鬧房致死的案例：「汝南張妙，會杜士家娶婦，酒後相戲，杜士捶二十，又懸足趾，致死。鮑昱決事，減死。」清末《点石斋画报》有篇《闹房酿命》的报道。

## 內容
俗言“结婚三日没大小”，闹洞房时很多禁忌都被解除了，人们之间的毫无规矩、随随便便、没大没小的关系均被礼法、风俗、和社会所允许。但在中国婚姻史上，闹洞房早先却并不存在：先秦汉代时期，婚礼肃穆、淳朴，当时嫁女的人家，一连三夜不熄灯，是因念及骨肉分离；而娶媳妇的人家，一连三天不奏乐，是因念及传宗接代、双亲日趋衰老；所以没有喧嚷纷闹大操大办的场面。入汉以后，社会经济发展，人们不再满足沉闷、古板的旧式婚礼，也不再遵守“三日不举乐”的古训，开始大操大办，使婚礼从原先淳朴、肃穆、庄严的仪式蜕变成蒙上豪华攀比的世俗化嬉闹、欢悦、讲究排场的喜庆。过去科技落后、生产力低下，古人无法以正确的科学方法解释和应对恶劣的生活环境，遂以归咎其于妖魔鬼怪、恶魅邪灵之方式作为一种精神寄托和心理防卫系统；并采取了于现代眼光看似迷信的种种手段来对抗大自然变迁造成的灾害，而其中之一的闹洞房就是为了驱逐洞房中的妖魔鬼怪、恶魅邪灵之阴气，增强人势的阳气，以求平安，所以俗言“人不闹鬼闹”。闹洞房时人声嘈杂，喜气洋洋，家中人气旺，可驱邪镇宅。而旧时为了避免新婚夫妇日后不和睦，和避灾去祸，对闹洞房者的选择是极其严格的：新郎家若中有病卧在床的亲人，则不能闹洞房。同时，产妇、孕妇、寡妇、婴儿、服丧者、生肖属虎、或生辰八字与新人相克的人是决不允许参与闹洞房的。此外，热闹乃传统中华文化日中常生活里的美学理想：热闹了才可形成欢快、喜庆气氛，热闹又象征家庭宾朋满座、邻里和睦、兴旺发达、将来会财源滚进，作为对新人之一种庆贺方式的闹洞房乃达到此境界之手段。所以，闹洞房时不管被闹得如何难堪和难以承受，新人，特别是新娘是绝不可动怒的，否则将被视为脾气暴躁、任性，连带其夫家也会被认为人缘不好，以后家境难以发达，日后并会遭他人取笑奚落、疏远孤立。因此中国民间普遍有“不闹不发，越闹越发”之讲法。
闹洞房时人们的行为和话题都与性有关。最典型的比如过去湖南衡州闹房时有“打传堂卦”之俗：请亲友中最滑稽之人扮堂官，以墨涂黑脸扮丑角，官服有荷叶，算盘珠做朝珠，帽顶上用红萝卜和蒜做成顶戴花翎，旁边还立着一班由力气大的亲友所扮之差役。新人公婆四人被带上堂来跪下，堂官令公婆二人当众教新人如何行房。教完后还须两位新人重复一遍。如有不从，则动鞭刑。因习俗如此，公婆新人均不敢抱怨。之所以如此乃因中国传统中认为性交代表处于顶点给人生命的阳气，可驱走代表妖魔鬼怪、恶魅邪灵之阴气，所以性被认为有邪避邪消灾的功效。正如古人将春宫画挂在房梁上用于避火驱邪、夹在书里用于防止藏书受灾、明朝时兴将春宫图贴在大门上防鬼一样，闹洞房也恰恰正是与性有关，才会被中国民间认为能辟邪，而成为传统中式婚礼上不可缺少的一部分。闹洞房与性紧密相关的另一原因为中国古代的婚姻观：传统中华文化中十分强调孝道，而不孝无后为大，所以中国古代的婚姻历来都是繁衍工具，而闹洞房也更是如此。模拟、甚至直接以狎妓方式展示人类受孕过程的各种闹洞房形式，是反映人们对传宗接代的殷切期望，也正体现了中国古代闹洞房背后的最终目的：督促新人尽快完成传宗接代的使命。
由于闹洞房和性行为紧密关联，旧时闹洞房对新人还起到了性教育和性启蒙的重要作用，肇因古代婚礼大都是封建包办婚姻，多为遵父母之命仅凭媒妁之言就订了终身。自南宋“存天理，灭人欲”，视性为洪水猛兽的程朱理学兴起，性对中国妇女于大部时候均为禁忌。在“非礼勿视，非礼勿听”的原则下，旧时很多女孩子到了结婚年龄，对性的问题仍然所知甚少，甚至一无所知。在这种社会环境中，两个从未谋面的人却要于首次见面的当晚就肌肤相亲，做最隐秘的接触，这是非常尴尬的。所以除了出嫁前新娘须接受性教育，闹洞房也被阴差阳错地赋予了更重要的历史使命，即闹洞房就是一种暧昧的性教育和性启蒙：众人要让新人做各种隐讳、亲密的但指向性很明确的动作，把新人的羞涩、陌生感打消，为行房做准备，这实乃众人对新人进行性教育和性启蒙而共同参与的性前戏。但闹洞房时的种种放肆的过火行为早已超出了性教育和性启蒙之原意，使闹洞房成了无耻之徒借机对妇女非礼、猥亵、侮辱、性骚扰、性攻击、性侵、甚至强奸的藉口。造成这种情形的原因乃旧时中国传统社会里男女礼教之防甚严，对异性，特别是女性的态度和行为于平时是受到封建礼教严格限制的，青年男女的正常交往不但受到限制，而且性话题也被压抑到了极点，结果便导致了大众反而走向了反面之极端。这同古人将春宫画挂在房梁上用于避火驱邪、夹在书里用于防止藏书受灾、明朝时兴将春宫图贴在大门上防鬼之习俗如出一辙。在封建时代以妇女为玩物的大男子主义的潜在影响下，轻薄少年常利用各种机会围观妇女，评头品足，甚至调戏、侮弄。闹洞房是最为“合法”的场合，提供了一个发泄之机会，发泄之后便可满足即羡慕又嫉妒之矛盾心态，以达到某种心理平衡。因此，于封建礼教中男尊女卑之影响下，闹洞房时对妇女的侮辱到了肆无忌惮的地步。闹洞房时不光妇女，就连新郎本人也难以幸免。无耻之徒借闹洞房之机狠狠折磨新郎，明为发泄，实为报复“新郎不是我”，造成新郎受伤致残，甚至致死。例如古时便有棒打新郎致残、致死之事；更有来宾闹洞房时，将新郎锁入柜中，以致新郎窒息而死。因此，闹房从其出现伊始，就被视为一种陋俗恶习。清末《点石斋画报》也有篇《闹房酿命》的报道。现时中国大陆部分地区闹洞房时对妇女和新郎之侮辱较古时有过之而无不及，不但造成新娘和伴娘被非礼、猥亵、性侵、强奸，甚至新郎也被整死。而现代社会中实施性教育，封建包办婚姻绝迹，人们自由恋爱，婚前已大致互相了解对方，不再是陌生人；闹洞房原有之功效，诸如性教育、性启蒙，和让原为从未谋面的陌生人的新人尽快放开、熟悉起来之类，也均因此已不再有任何作用。但闹洞房所造成的伤害却在中国大陆层出不穷，因而不少有识之士已质疑闹洞房是否有继续存在之必要，不少新人更是决定婚礼上不再闹洞房。

## 闹公婆
闹洞房时首先要闹公婆。具体做法是将公婆的脸上涂上锅底的黑灰。公公要戴写着“扒灰佬”或“烧火佬”的高帽子，或者挂着写着“扒灰佬”或“烧火佬”的牌子，有时“扒灰棒”。婆婆则腰绑牛角，耳朵戴两只用大红辣椒穿成的耳环，叫做“牛角婆婆”或“歪辣婆婆”。
如此闹公公其实是寓教于闹、寓教于乐，警告公公须时刻注意检点自己的行为，对儿媳要像女儿一样疼爱，绝不能犯下有悖于人伦、伤天害理、大逆不道的乱伦之罪。婆婆涂黑脸代表婆婆黑着脸，不给儿媳好脸色。牛脾气倔，不好驾驭，惹急了还爱用牛角顶人。辣椒表示厉害，预示着婆婆厉害，不好伺候。如此闹婆婆，意在提醒婆婆在以后的日子里一定要处理好婆媳关系。
之後新娘行端洗脸水禮，新娘跪拜，请公婆洗脸。
部分地区行此礼时也闹房，作法多为以鞋油涂黑公婆脸，使公婆无法洗净脸面。

## 鬧新人

### 行獨木橋
行毕端洗脸水之礼，新人重入洞房。若有闹喜娘，则只有新娘重入洞房，新郎则随闹喜娘之男宾去另外房间观看闹喜娘。部分地区此时也闹房，作法多为新郎入洞房时，背着或抱着新娘走过由一条搭在俩凳子上的窄木板所构成的独木桥。依大部分地区的婚俗礼仪，新人再入洞房时赞礼须同时吟吉语，例如：“移花烛，入洞房，洞房花蚀亮堂堂，照得二人增福寿，照得二人如鸳鸯。”或“送新人，入洞房，新郎新娘喜洋洋，二人同入红罗帐，明年就生状元郎。”

### 闹新娘
闹新娘之习俗自古就有之，其最初目的如前所述，乃督促新娘抛弃生涩、羞耻之心防，尽快完成传宗接代的使命。例如南朝时期的闹房，新娘在婚礼第二天拜见公婆，旁边的宾客会大声询问昨夜洞房之事，如新娘答不上这些难堪的问题，就会被鞭打或倒挂。但民间闹房时会籍此对新娘百般侮辱，调戏新娘时乘机对其剥衣抚摩，待其如同娼妓。北宋以降，就已形成了当男宾们抚摸新娘时，主家不但不认为不妥，反而高兴之恶习陋俗。西北地区如晋南等地闹房时流行“吃仙桃”项目，即众人逼使新郎解开新娘上衣当众吮吸其奶头，若新娘害羞不让，众人便将其扳倒仰卧于床，并强拉新郎伏在其上，众人再压在新郎身上，直到新娘求饶同意让吃“仙桃”为止。种种闹房之行为都反映了闹房所折射出对妇女的侮辱，因此闹洞房才会从其出现伊始，就被视为一种陋俗恶习，而那些注重男女之大防的诗书世家，也只好花大钱雇用喜娘和妓女们以应对。闹新娘之恶习陋俗1950年后仍有残留，例如作家浩然于1958年发表的短篇小说集《喜鹊登枝》中的一篇《新媳妇》里就精确的描述了当时中国农村闹房闹得厉害了，可以“把新媳妇的衣服剥下来”，而且“闹的越厉害，主人越高兴”，新媳妇不被闹还会被嘲笑没人缘。此恶习陋俗甚至在文化大革命中也没有被根除，如作家耿笑燕于1976 年 3 月发表的同名小说中的描述虽不如前辈直白，也仍然提到了这条老规矩。闹新娘的这一原来的作用在现代社会中已毫无存在价值，但近年来在中国大陆尚未绝迹的此恶习陋俗不但没有消亡，且又死灰复燃，对新娘的侮辱较旧时有过之而无不及，例如男性闹房者强行抚摸新娘时竟然将手伸入新娘衣裙内。更有甚者，宁波曾发生过新娘按照闹洞房友人指示在被子裡脱光衣服，谁知宾客突然掀开被子；事后新娘绝食三日，于友人登门道歉时突然拿刀刺瞎对方眼睛，然后自杀。山西也发生过新娘不肯让新郎「吃仙桃」，闹洞房友人竟强行扒光新郎的衣服，压在新娘身上起哄。等新郎挣脱爬起来时，发现新娘已被压死，喜事当晚成了丧事。由于借闹洞房之名趁机非礼、猥亵、侮辱、性骚扰、性攻击、性侵、甚至强奸新娘之事层出不穷，伴娘也不可幸免，中国大陆民间不少地方现在于婚礼上只好像古时一样雇用性工作者担任喜娘以应对。

### 闹新郎
古代闹洞房即有闹新郎一项，而闹新郎的主要活动就是“打”，谓之“虐郎”(虐待新郎)或“弄婿”(作弄女婿)，不管胡汉，均有此俗。胡俗由北方游牧民族主中原时传入：男子须不披铠甲，赤身忍受女眷、女宾们的棒打戏虐以证明男子汉的勇武，而被杖打至残、至死的情况也有发生。齐文宣帝高洋与段昭仪举行婚礼的那天晚上，段昭仪的嫂子元渠姨按照捉弄女婿的习俗戏弄高洋，高洋讨厌她，后来终于发怒，对元渠姨的丈夫段韶说：“我会杀了你的夫人！”元渠姨害怕，藏到高洋的母亲娄昭君家中，高洋在世的时候都不敢出来。相较胡俗，汉俗也不遑多让，有过之而无不及：人们闹房时对新郎十分放肆无礼，极尽羞辱，如剥光其衣使新郎裸其私处于众。若新郎不肯服从，则用棒打或灌酒的方式来逼他就范。例如东汉有一叫张妙的人到朋友杜士家喝喜酒，醉后闹房虐郎时吊起新郎杜士，以二十棒打死新郎，结果被告上府衙。幸断案的汝南太守鲍昱仁慈，网开一面免其死罪，使张妙侥幸活命。由于此恶俗陋习易造成新郎伤残甚至死亡，于是棒打新郎的恶俗陋习逐渐改成对人体伤害相对较小的打屁股的方式，新郎由赤身忍受棒打演变成脱裤挨巴掌。沿袭古例一般由新娘家的女眷、女宾打新郎屁股，但后世也有让新郎家的女眷、女宾加入。打新郎的原因有：第一、男方带走心爱的女儿/姊妹，造成骨肉分离，因此该被打屁股。第二、婚后生活并非一帆风顺，丈夫须吃得苦，以支撑家庭。被打屁股象征新郎不畏困难，生活艰苦时不崩溃。第三、 婚后生活遇到困难时，丈夫非但自己须坚强，也须替家人承受苦难。被打屁股象征男子汉有担当，保护妻子，替妻子受苦。第四、婚后丈夫以封建制男尊女卑欺负妻子，打新郎屁股替新娘出气。女眷、女宾也籍此发泄不满，打新郎屁股出气。这是中国妇女于旧时封建社会里，对封建礼教压迫之象征性的反抗。这和过去夫权思想极为严重的土家族一样；土家族新娘的父母担心女儿嫁到夫家后受婆家虐待，因此女方以打新郎屁股给新郎一个下马威之婚俗礼仪，新娘须替新郎求情。第五、新娘嫁入男方家里，受丈夫家人欺负，丈夫没尽到保护妻子的责任，偏向家人，让妻子受委屈，打新郎屁股替新娘出气。警告新郎以后不能偏向家人，委屈新娘。第六、新郎婚后需要更加努力学习工作养家，不能因结婚而松懈。不打不成材，不打不成器；打新郎屁股督促新郎更努力向上；因此中国民间闹洞房时有“不打不发，越打越发。”和“不打不闹不热闹。”之说。打新郎屁股的另一作用是旧时作为性启蒙/性教育之一部，原因和旧时女眷、女宾可观看新人行房一样：因在封建礼教的约束下，旧时中国女性不能和男性一样去买春，所以女性无法像男性那样从嫖妓中获得性经验；因而以打新郎屁股的方式让女眷、女宾对男性生殖系统有所熟悉，此俗因此成为闹房时的嬉闹选项来恶整新郎：例如打新郎屁股时，新娘家女眷、女宾先打，新郎家女眷、女宾随后，新娘最后打；别人打新郎屁股时，新娘要在一旁求情，但新郎本人不能求饶。打完后，新郎向新娘磕头叩谢求情之恩。每打一巴掌，要付一笔钱，钱归新娘的私房钱。新娘本人打新郎屁股时不给钱，或由其他女眷女宾给钱，照样收入新娘的私房钱。新娘打新郎屁股不给钱时新郎则能求饶。打完后，新郎再向新娘磕头叩谢管教之恩。1950年后打新郎屁股之俗被禁，此俗遂大幅简化为别人不打，只有新娘本人用竹竿打爆系在新郎腰间或屁股上的气球即可，也即以打爆气球代替打屁股。虽然打新郎屁股的性启蒙/性教育作用在现代社会中已毫无存在价值，但近年来，闹洞房时打新郎屁股之俗在中国大陆却又有死灰复燃之势，但已远远不是前述为新娘积累私房钱之娱乐，而是堕落为痛打新郎的恶俗陋习：不但不遵循只限女眷、女宾之古礼旧例而让男眷、男宾参加，更进一步演变为亲友对新郎百般刁难，或在闹房时对不能满足要求的新郎做殴打处罚。而对新郎的殴打也远远超过旧时约定成俗的只打屁股，打新郎时不但打屁股，也打其他致命身体部位，结果屡屡造成新郎被打伤致残，甚至有时更被打死；导致喜事变丧事，婚礼成葬礼。

### 鬧伴娘
闹伴娘，又或称为耍伴娘，指调戏或逗弄伴娘。例如福建石澳送嫁女伴称“新阿姨”，到男家后由“替新郎者”在新房中招待，毫无顾忌的调情，江苏淮安闹房之其目的也是侮弄新娘及伴房之女。

### 解怀
即使以闹喜娘代替闹新娘，新娘最终还是需宽衣解带。解怀之婚俗礼仪为新娘不能自己先解衣扣，须让新婚丈夫先解一个衣扣，之后才可以自己动手脱。部分地区则须让新婚丈夫解五个衣扣，代表五子登科。解怀亦称开怀，寓意早开怀、早生子。新郎替新娘解衣扣，除了希望妻子早有身孕，早生贵子，也可打破新婚妻子的羞怯心理。解怀同时也是下一步婚俗礼仪看新娘之前奏。在看新娘时有闹房习俗的地区，解怀为看新娘之一部分。

### 看新娘
看新娘即为中国古代的婚前体检，始于东汉：据汉《杂事秘辛》记载，东汉建和元年四月丁亥(公元147年5月26日) 东汉皇帝汉桓帝要立大将军梁商的女儿梁女莹为皇后。成婚之前，汉桓帝特派女官吴姁和宦官单超去梁大将军的府上。吴姁一进门先观察梁女莹的走路姿势，觉得其身材匀称，姿态娉婷，无可挑剔。接着，吴姁便请梁女莹进闺房，要梁女莹脱衣后，再仔细检查其身体的各部位。梁女莹起初不依，吴姁便训诫她说帝王之家最重礼仪，想当皇后就须脱衣受检。梁女莹只好流泪脱衣，将脸转向一边。吴姁先是检查了梁女莹的皮肤、双乳形态和质地，又闻嗅其身有无体臭，接着还仔细查看了肚脐的形态、深浅，其肩宽、腰围，臀部的弹性，没有痔疮，大小腿的肤色、长度，脚弓，以及手指和脚趾的颜色。最后是有关病史的认真询问。体检未见异常后，吴姁又检查了梁女莹的五官和头发等，几经反复，最后让梁女莹三呼“万岁”，以此检查其声带发音如何。体检过关后，梁女莹于公元147年6月正式入宫，8月被立为皇后；这就是有文字记载的中国古代皇后的最早的一例婚前检查。此俗由皇宫传入民间后广为流传，肇因过去古代婚礼大都是遵父母之命仅凭媒妁之言就订了终身，双方从未谋面，所以不知婚娶时新娘的身体健康状态。新娘若有乳头、皮肤、阴部和肛部疾病，男方婚前根本无从发现。新娘于看新娘时脱衣受检，可发现这些难以启齿的疾病，以便及时医治。由于看新娘原为中国古代的婚前体检，在场之人原也只限双方女性亲属、女宾和喜娘，唯一可在现场看新娘的男性只有新郎本人。但经过千百年的演变，原为比较严肃的裸身体检成为闹洞房之一部后，于部分地区变成了其他男性也可参加看新娘的习俗，”甚至剥下新娘衣服，前述闹新娘中的“吃仙桃”也属此类。部分地区之所以有其他男性也可参加看新娘的习俗之原因也乃古时为了让新娘抛弃生涩、羞耻之心防，尽快完成传宗接代的使命，但这一原来在古代的作用在现代社会中已毫无存在价值，可近年来在中国大陆其他男性参加看新娘却并未绝迹，成了男性无耻之徒们借闹洞房看新娘之名趁机非礼、猥亵、侮辱、性骚扰、性攻击、性侵新娘，甚至造成新娘不幸身亡。

#### 授巾礼
授巾礼民间俗称验红、授巾，即洞房验贞。此陈规旧矩肇因程朱理学兴起后中国民间极为注重新娘之贞操。旧时新娘母亲于结婚之日赠新人一块称为“喜帕”的白色巾帕，为初行房事之用。新娘落红，血染巾帕，则证明其乃处女。行房之后或行房次日新郎手捧放着喜帕的托盘出洞房，若巾帕上染红则皆大欢喜，众人道贺。若未见红，男方便会怪罪新娘不贞，轻者新娘会受家人、外人甚至下人鄙视，在夫家一辈子抬不起头来，重者则由媒人遣送回娘家。此陈规旧矩现今虽不如过去重要和广泛，但于很多农村地区仍常常在婚后次日，将染红之巾帕置于明显处以示新娘为处女。现代闹洞房时，验贞本身则被消遣，用来当作一个闹房项目来戏虐新人以让新人出糗，例如质问新人是否为仍处子之身。

### 伴烛
伴烛又称坐花烛、守喜灯，肇因洞房内的花烛又称“喜灯”。洞房内的花烛要亮到天明，不能熄灭，其因有二：一是中国民间信仰认为亮到天明的花烛可避邪，能保佑新人白头偕老。二是中国民间信仰又认为洞房花烛乃代表新人的长寿烛，旧时迷信如熄灭则预示其将来要早离人世，所以中国民间过去有俗话道烛尽人灭。因此入洞房后，新人需守在花烛前观察长寿烛的燃烧情况，不时的拨弄喜灯不让其熄灭，直至天亮。伴烛时需打烛花，即剪掉烧长的烛芯，让红烛烧得旺烧得亮。此外，旧时伴烛时尚有换烛之俗：因自周以降，中华文化里以东为首，所以东侧的长寿烛为上首，乃新郎位；西侧的那根为下首，乃新娘位。如果象征新郎的那根上首烛烧得快，新娘就要把象征自己那根下首烛换过来作为上首烛；此举代表新娘把烧得过快的短烛换给自己，表明自己宁愿守寡，也不愿比丈夫先死。民国以降提倡男女平等，代表封建礼教男尊女卑的换烛之俗已趋没落；加之现代传统中式婚礼中，多以电源驱动的花烛造型的喜灯代替传统花烛，新人也不必像过去那样守在灯前打烛花。但现中国大陆闹房时，传统花烛竟有被用来向新人或伴娘身上滴蜡之举而引发热议。

### 捉喜
捉喜为旧时闹洞房之一种方式，过去普遍流行于华东地区，如上海等地。闹洞房者乘新婚夫妇熟睡或无备之际，破门翻窗而入，将新人捉住，新婚夫妇须起床请酒。此风1950年后在中国大陆曾一度绝迹，但近年来在中国大陆死灰复燃，且堕落为让新人尴尬难堪的恶习陋俗：新人虽不须向从前那般请酒，却被全裸示人，因为闹房者在新人行房时揭被而捉。

### 偷衣
同捉喜一样，偷衣也是过去普遍流行于华东地区，如上海等地闹洞房之一种方式。闹洞房者也是乘新婚夫妇熟睡或无备之际，破门翻窗而入，偷走新郎衣服，罚新人出糖果，香烟钱。部分地区如南平的偷衣婚俗礼仪则相反，为偷得新娘绣鞋衣物，罚新人出资赎回。偷衣也和捉喜一样于1950年后在中国大陆曾一度绝迹，但近年来与捉喜同样在中国大陆死灰复燃，且一同堕落为让新人尴尬难堪的恶习陋俗：新人虽不须向从前那般被罚钱，但因新郎衣物被偷（实际上多为被抢走），只能被闹房者逼着穿着女性内衣示众。

#### 脱靴、偷鞋
旧时新人于洞房内，新郎需坐在床沿，新娘主动替新郎脱鞋脱袜，此为“脱靴”，以示对丈夫的尊敬，作为妻子自甘终身照料丈夫起居一辈子。民国以降提倡男女平等，此俗遂逐渐演变成偷衣之一部，闹房者偷衣也偷鞋，其原因是鞋谐音“谐”而象征夫妻和谐，且鞋在传统中式婚礼中的重要性还在于旧时中国民间信仰认为鞋因其表象特征而代表了性与生殖繁衍：将双脚并在一起，两足之间形成的孔隙形同女性阴部；因此，鞋也就与脚一起，有了性与生殖繁衍的象征意义。《史记》卷四《周本纪》里记载了邰氏的女子姜嫄，在郊野见到神人的足迹，后生下了周朝之始祖后稷的“足迹感孕”神话故事。《周易》中也有将鞋作为婚配现象的导引和借喻的记载。因此旧时中国很多地区民间信仰认为新娘穿的鞋会带来好运，例如将新娘的鞋带回家中埋入粮囤能年年有余，所以部分地区有新娘入洞房后换鞋后，闹房者抢新娘的鞋之婚俗礼仪，并成为闹新房中偷衣的一项活动，逼迫新郎用烟、酒、喜糖等来换回新娘的鞋，但部分地区也有将闹房时偷得新娘之鞋保留之婚俗。因各地婚俗礼仪不同，脱靴后闹房时，有的地区偷鞋和偷衣分开来进行，有的地区则一起进行。

## 当代
当代婚礼多在酒楼或酒店设宴，闹洞房也就变成在婚宴上闹新人，通常是在入席后中段进行，常见的有要新郎、新娘等人做出尴尬动作什至色情动作、吃下难吃或肮脏的东西。有时会由伴郎、伴娘挡驾，代替新人被闹。